# Neolimonia cuzcoensis
Neolimonia cuzcoensis är en tvåvingeart som först beskrevs av Alexander 1967.  Neolimonia cuzcoensis ingår i släktet Neolimonia och familjen småharkrankar.
Artens utbredningsområde är Peru. Inga underarter finns listade i Catalogue of Life.